# 中庄村 (岡山県)
中庄村（なかしょうそん）は、かつて岡山県都窪郡にあった村である。1951年（昭和26年）3月28日に倉敷市に編入され廃止された。現在は同市の中庄地区となっている。

## 歴史
- 1871年7月14日 - 廃藩置県の施行。都宇郡中島村・中田村・別府村・吉田村・辻村・大寺村が中庄村として、また鳥羽村・徳芳村・黒崎村がそれぞれ成立、中庄村・鳥羽村・徳芳は倉敷県、黒崎村は岡山県の管轄となった。
- 1871年 - 前述の諸村が全て生坂県へ移管される。
- 1871年11月15日 - 倉敷県・生坂県など11県を統合し、新たに小田県を新設。
- 1875年12月10日 - 小田県が岡山県に編入される。
- 1889年6月1日 - 郡制施行のために、都宇郡中庄村・鳥羽村・徳芳村・黒崎村が新設合併し、都宇郡中庄村を新設。
- 1900年4月1日 - 都宇郡が窪屋郡と統合され、新たに都窪郡を新設。
- 1930年3月11日 - 中庄駅開業。
- 1936年 - 国道2号線・岡山〜倉敷間（現県道岡山倉敷線）開通、中庄村の北西部を通る。
- 1951年3月21日 - 都窪郡中庄村と菅生村が倉敷市に編入。
- 1961年 - 中庄団地の建設が始まる。
- 1964年 - 清心女子高校が岡山市伊福町から、中庄隣接の都窪郡庄村二子（当時）の現在地に移転。
- 1966年 - 岡山日本大学高等学校（現倉敷高等学校）が岡山市網浜から鳥羽の現在地に移転。
- 1970年 - 隣接する都窪郡庄村松島に川崎医科大学が開学。
- 1971年 - 都窪郡庄村が倉敷市に編入。
- 1973年 - 隣接する庄地区松島に川崎医科大学付属病院開設。 倉敷消防署庄出張所開所。
- 1988年 - 山陽自動車道福山東IC〜倉敷JCT〜早島IC間が開通。
- 1991年 - 隣接する庄地区松島に川崎医療福祉大学開学。
- 1995年 - 倉敷マスカットスタジアム開場。